# 0885
0885 è il prefisso telefonico del distretto di Cerignola, appartenente al compartimento di Bari.
Il distretto comprende la parte meridionale della provincia di Foggia. Confina con i distretti di Manfredonia (0884) a nord, di Andria (0883) a est, di Melfi (0972) e di Sant'Angelo dei Lombardi (0827) a sud e di Foggia (0881) a ovest.

## Aree locali
Il distretto di Cerignola comprende 9 comuni compresi nell'unica area locale di Cerignola (ex settori di Ascoli Satriano, Cerignola e Orta Nova).

## Comuni
I comuni compresi nel distretto sono: Ascoli Satriano, Candela, Carapelle, Cerignola, Ordona, Orta Nova, Rocchetta Sant'Antonio, Stornara e Stornarella.

### Reti Urbane
L'area locale comprende 5 Reti Urbane: Ascoli Satriano (comprendente anche il comune di Candela), Cerignola, Orta Nova (comprendente anche i comuni di Carapelle e Ordona), Rocchetta Sant'Antonio, Stornara (comprendente anche il comune di Stornarella).